# Taenioides cirratus
Taenioides cirratus är en fiskart som först beskrevs av Blyth, 1860.  Taenioides cirratus ingår i släktet Taenioides och familjen smörbultsfiskar. IUCN kategoriserar arten globalt som otillräckligt studerad. Inga underarter finns listade i Catalogue of Life.